# (4286) Rubtsov
(4286) Rubtsov ist ein Hauptgürtelasteroid, der am 8. August 1988 von Nikolai Stepanowitsch Tschernych am Krim-Observatorium entdeckt wurde.
Der Asteroid wurde nach dem sowjetischen Dichter Nikolai Rubzow (1936–1971) benannt.